# The Dark Element (álbum)
The Dark Element é o primeiro álbum de estúdio da dupla de metal alternativo The Dark Element, lançado em 10 de novembro de 2017 através da Frontiers Records.

## Faixas
| N.º            | Título                                               | Duração |  |
| 1.             | "The Dark Element"                                   | 4:27    |  |
| 2.             | "My Sweet Mystery"                                   | 5:00    |  |
| 3.             | "The Last Good Day"                                  | 4:14    |  |
| 4.             | "Here's to You"                                      | 4:15    |  |
| 5.             | "Someone You Used to Know"                           | 4:24    |  |
| 6.             | "Dead to Me"                                         | 5:29    |  |
| 7.             | "Halo"                                               | 4:26    |  |
| 8.             | "I Cannot Raise the Dead"                            | 4:26    |  |
| 9.             | "The Ghost and the Reaper"                           | 5:22    |  |
| 10.            | "Heaven of Your Heart"                               | 4:47    |  |
| 11.            | "Only One Who Knows Me"                              | 5:12    |  |
| 12.            | "Dead to Me (Almost Acoustic Version)" (faixa bônus) | 5:07    |  |
| Duração total: | Duração total:                                       | 57:09   |  |

## Recepção

### Recepção da crítica
| Críticas profissionais | Críticas profissionais |
| Avaliações da crítica  | Avaliações da crítica  |
| Fonte                  | Avaliação              |
| ---------------------- | ---------------------- |
| Metal Hammer (RU)      | [ 2 ]                  |
| Metal Hammer (ALE)     | [ 3 ]                  |
| Prog                   | (favorável)            |

O álbum recebeu resenhas médias; críticos elogiaram a volta de Anette para o heavy metal depois de seu álbum solo mais pop, mas consideraram-no pouco ambicioso e muito focado em melodias pegajosas.

### Recepção comercial
| Parada (2017)                        | Maior colocação |
| ------------------------------------ | --------------- |
| Finlândia (Suomen virallinen lista)  | 43              |
| Suíça (Schweizer Hitparade)          | 94              |
| Reino Unido (UK Rock & Metal Albums) | 14              |

## Créditos
Conforme encarte do disco:

### Dupla
- Jani Liimatainen – guitarra, teclado, programação, vocal de apoio, produção
- Anette Olzon – vocais

### Músicos convidados
- Anssi Stenberg – vocal de apoio
- Jani Hurula – bateria
- Jarkko Lahti – piano em "Someone You Used to Know" e "Dead to Me"
- Jonas Kuhlberg – baixo, gravação (baixo)
- Niilo Sevänen – vocais em "Someone You Used to Know"
- Petri Aho – vocal de apoio

### Equipe técnica
- Ahti Kortelainen – gravação (bateria)
- Giulio Cataldo – layout
- Jacob Hansen – mixagem,  masterização
- Niclas Olsson – gravação (vocais femininos)
- Sami Koivisto – gravação (piano)
- Serafino Perugino – produção executiva